# Sigara zimmermanni
Sigara zimmermanni är en insektsart som först beskrevs av Franz Xaver Fieber 1851.  Sigara zimmermanni ingår i släktet Sigara och familjen buksimmare. Inga underarter finns listade i Catalogue of Life.